# Mycteria cinerea
El tántalo malayo (Mycteria cinerea) es una especie de ave ciconiforme de la familia Ciconiidae. Se distribuye por el Sureste Asiático, encontrándose en Camboya, Indonesia y Malasia. No se reconocen subespecies.